# Heliophila meyeri
Heliophila meyeri är en korsblommig växtart som beskrevs av Otto Wilhelm Sonder. Heliophila meyeri ingår i släktet solvänner, och familjen korsblommiga växter.

## Underarter
Arten delas in i följande underarter:
- H. m. meyeri
- H. m. minor